# Jakob Rauch

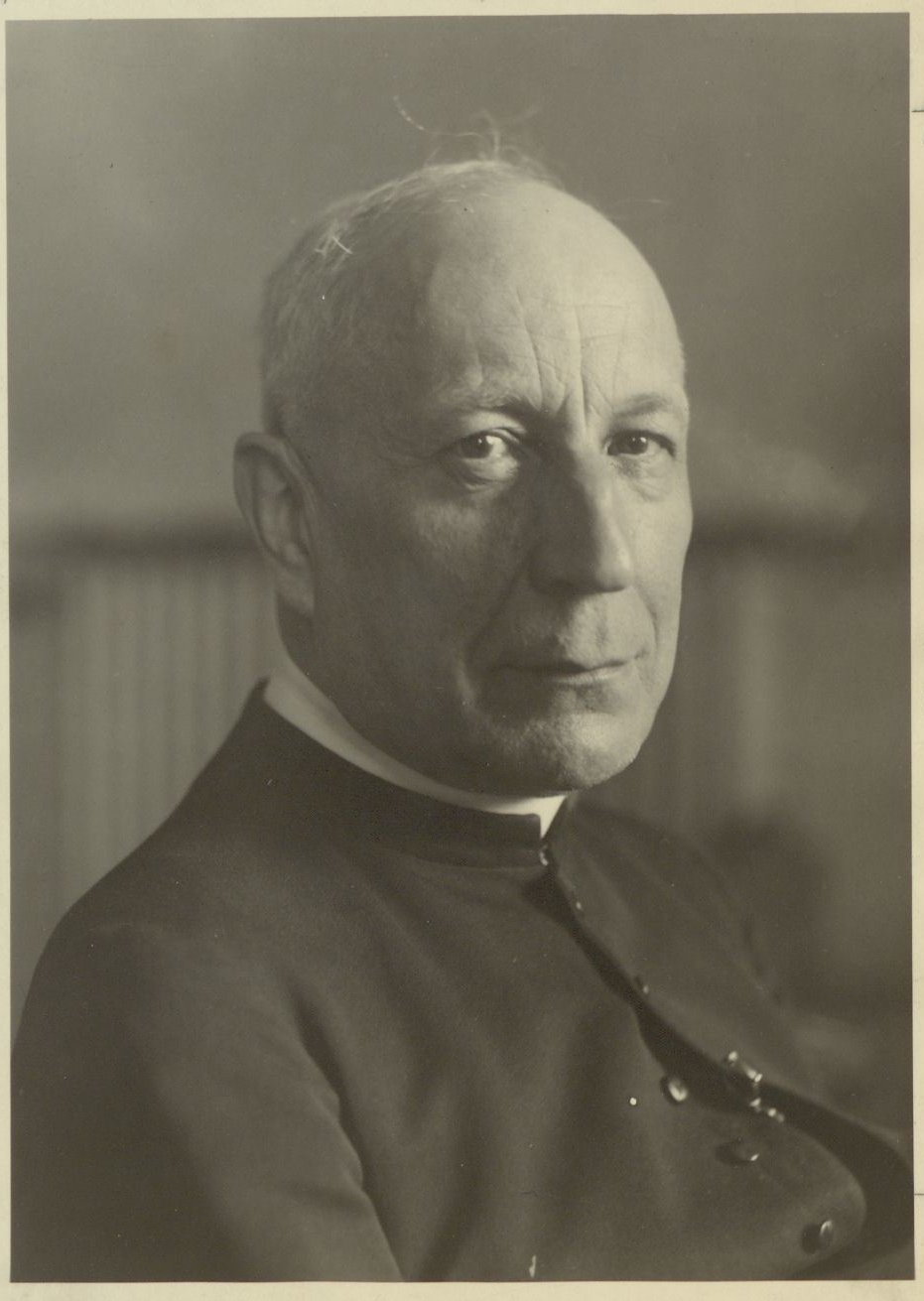
Jakob Rauch

Jakob Rauch (* 2. März 1881 in Höchst am Main; † 1. Dezember 1956 in Limburg) war ein deutscher katholischer Geistlicher.

## Leben
Jakob Rauch wurde am 2. März des Jahres 1881 in Höchst am Main als Sohn des Kaufmanns Julius Rauch und der Felicitas Rauch (geborene Allendorf) geboren. In den Jahren 1890 bis 1896 besuchte er das Progymnasium in seiner Heimatstadt. 1899 absolvierte er am Gymnasium in Montabaur erfolgreich sein Abitur. Anschließend studierte er sowohl Philosophie als auch Theologie am Albert-Ludwigs-Universität Freiburg. 1901/1902 setzte Rauch dieses Studium im Priesterseminar Fulda fort. Nach der Introitus-Prüfung im Jahr 1902 studierte er an der Friedrich-Wilhelms-Universität in Berlin Jura, danach hielt er sich im Priesterseminar Limburg auf. Am 25. Februar 1908 wurde er ebenda zum Priester geweiht, eine Woche davor war er zum Doctor iuris utriusque promoviert. Seit dem Studium war er Mitglied der katholischen Studentenverbindungen KStV Brisgovia Freiburg im Breisgau und KStV Askania Berlin im KV.
Ab 1908 wirkte Rauch als Kaplan in Geisenheim und Frankfurt am Main. Als Domvikar berief man ihn 1910 nach Limburg. 1919/1920 war er zudem Priester in Camberg. 1922 wurde er sowohl Domkapitular als auch Geistlicher Rat. In den Jahren 1947 bis 1951 war er Generalvikar des Bistums Limburg. 1948 verlieh ihm der Papst den Titel eines Päpstlicher Ehrenprälaten und 1953 eines Apostolischen Protonotars. 1949 wurde er Domdekan. Am 1. Dezember 1956 erlag er im Limburg einem Herzinfarkt.

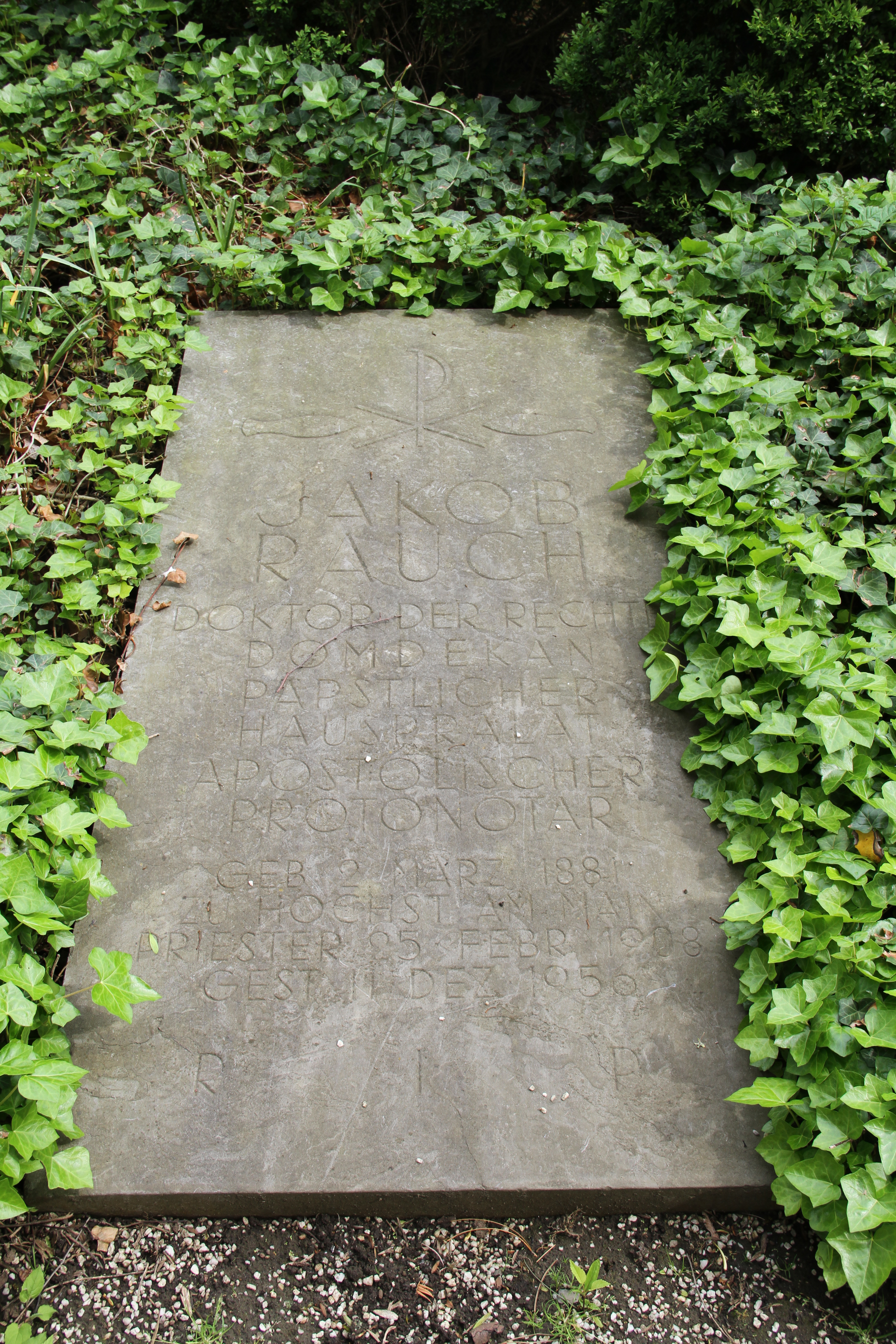
Grab Jakob Rauchs auf dem Friedhof am Limburger Dom

## Werk
- Separatio perpetua und Aufhebung der ehelichen Gemeinschaft